# ابن جوزی

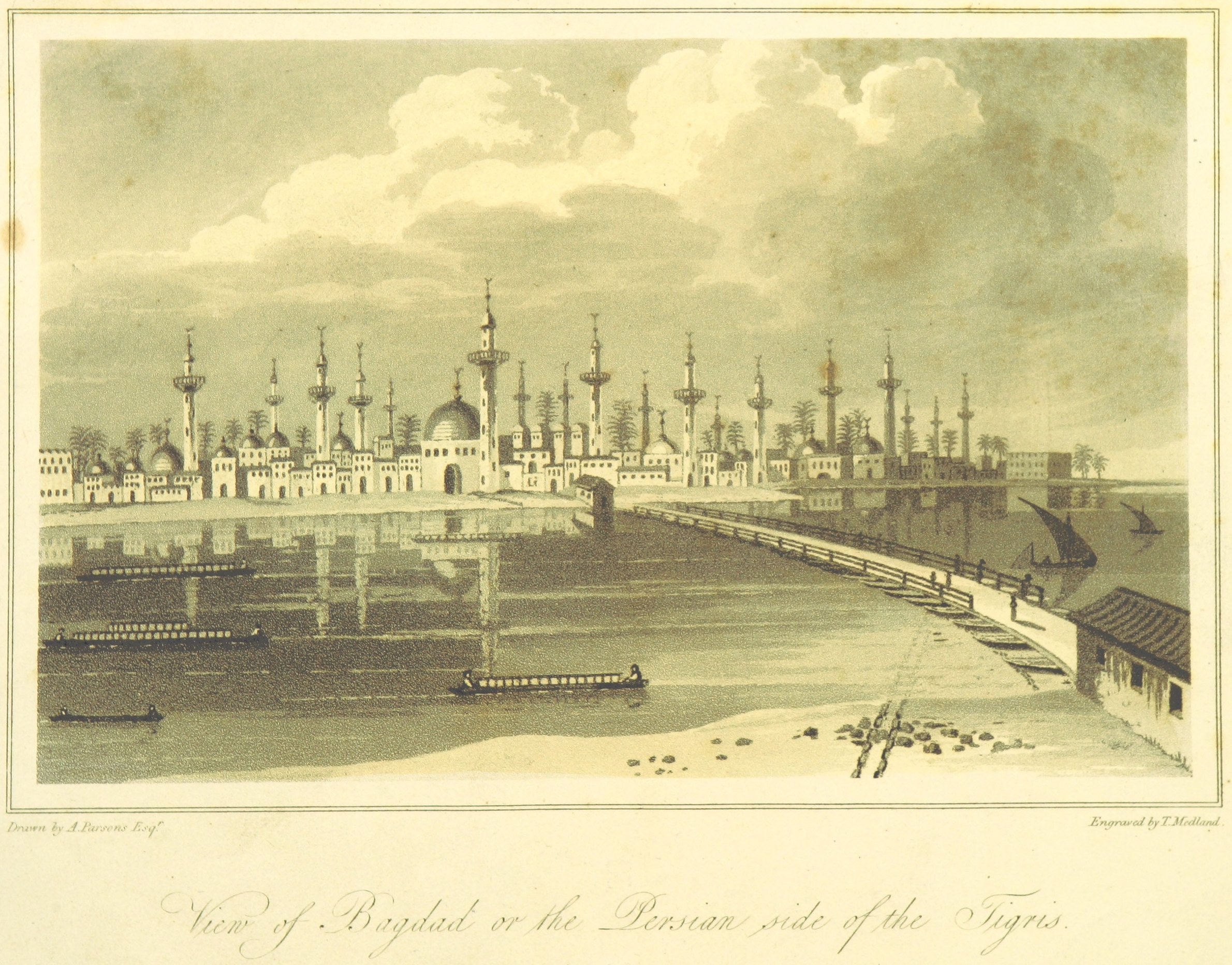
محل تولد ابن جوزی

ابوالفرج عبدالرحمن بن علی ابوالفضائل جمال‌الدین بغدادی معروف به ابن جوزی (۵۱۰ه/۱۱۱۶م – ۱۲ رمضان ۵۹۲ ه)، فقیه، محدث، متکلم و تاریخ‌نگار حنبلی مذهب بغدادی بود. نسب خانوادگی وی به ابوبکر خلیفه اول می‌رسد.

## تبارشناسی
نام کامل وی حکایت از آن دارد که نسب وی به نخستین خلیفه مسلمانان و صحابی پیامبر، ابوبکر می‌رسد. 
نام کامل وی «ابوالفرج جمال الدین عبدالرحمن ابن ابی الحسن علی ابن محمد ابن علی ابن عبدالله ابن حمادیابن احمد ابن محمد ابن جعفر ابن الجوزی عبدالله ابن قاسم ابن محمد ابن عبدالله ابن عبدالرحمن ابن القاسم ابن محمد ابن ابی بکر» است.

## الهیات
وی به خاطر موضعی که در برابر دیگر حنبلی‌ها در مورد خداشناسی داشت معروف است. وی بر این باور بود که حنبلیانی چون ابن زقونی و قاضی ابو یعلا در مورد توصیفات حق تعالی افراط کرده‌اند چرا که صفات خداوند را مانند انسان انگاران بیان کرده‌اند.

## اختلاف در مذهب وی
برخی معتقدند که وی حنبلی نبوده‌است و بنابر حفظ ظواهر مذهب خود را حنبلی اظهار می‌کرده‌است. بلکه وی را قائل به مذهب تشیع می‌دانسته‌اند. وی صاحب قول معروفی است در این‌باره که از وی پرسیده شد که علی افضل است یا ابوبکر و ایشان پاسخ داده است: «من کان بنته فی بیته» یعنی کسی که دخترش در خانه اوست. مثلاً خوانساری نقل می‌کند که ابن جوزی کرامت رد الشمس را به علی نسبت می‌دهد. در حالیکه هادی عالم‌زاده این قول را با سخن ابن جوزی در کتاب تلبیس ابلیس همخوان نمی‌بیند. به‌هرحال نمی‌توان ارادت و معرفت وی به علی را انکار کرد. وی در مورد علی، منزلت و مقام والای وی را نزد پیامبر متذکر شده‌است.

## زمینه‌های علمی
ابن جوزی از سیزده سالگی به تألیف پرداخت و تا پایان عمر از نوشتن بازنایستاد. ابوالفرج بن جوزی بیش از ۱۰۰ کتاب در رشته‌های گوناگون و در کل بیش از ۳۸۰ کتاب و رساله نوشت. وی با علوم عقلی و کلام و فلسفه مخالفت داشته‌است و معتقد بوده‌است که نباید مردم عادی را با علم کلام آشنا کرد. غلامحسین ابراهیمی دینانی نقد ابن جوزی در فیلسوفان اسلامی را صادق نمی‌داند. دینانی بیان می‌کند که عقائدی که ابن جوزی به فلاسفه منسوب کرده‌است وجود ندارد و در واقع چنین نیست. مثلاً ابن جوزی می‌گوید که فلاسفه می‌گویند خداوند به خوداش علم دارد و به غیر خوداش علم ندارد؛ و نیز بیان می‌کند که خداوند در نظر ابن سینا علم به جزئیات ندارد. در حالیکه از نظر ابن سینا علم به کلیات مستلزم علم به جزئیات است.
از کارهای بی‌سابقه ابن جوزی، بیان یک دوره تفسیر قرآن بر روی منبر است. تدریس بخش مهمی از زندگی اجتماعی ابن جوزی را دربرمی‌گرفت. وی در پنج مدرسه تدریس می‌کرده‌است.

## مرگ
ابن جوزی در ۸۶ سالگی در بغداد درگذشت و در گورستان بابُ الحَرْب دفن شد.

## آثار مهم
- اسبابُ النُّزول
- روحُ الارواح
- مولدُ النَّبی
- النُطقُ المَفهوم
- کتاب اخبارالبرامکه (تاریخچه برمکیان)
- تلقیح فهوم الاثر فی التاریخ و السیر
- تنویر الغبش فی فضل السودان و الحبش
- حسن السلوک الی مواعظ الملوک
- الذهب المسبوک فی سیر الملوک
- سیرةالعمرین
- عجائب النساء (شگفتی‌های زنان)
- کتاب الالقاب
- اللباب فی قصص الانبیاء
- کتاب ما یلحن فیه العامة
- المدهش
- فنون الأفنان
- مناقب معروف الکرخی
- مناقب الامام احمد بن حنبل
- کتاب الفروسیة
- صفةالصفوة (ویژگی صوفی‌گری)
- زاد المسیر فی علم التفسیر در چهار بخش
- نواسخ القرآن
- الموضوعات من الأحادیث المرفوعات
- الناسخ والمنسوخ فی الحدیث
- تلبیس ابلیس (ترفندهای شیطان)
- التذکرة فی الوعظ
- ذم الهوی
- صید الخاطر
- لفتة الکبد الی نصیحة الولد
- المنتظم فی تاریخ الملوک والامم
- تاریخ بیت المقدس
- أخبار الحمقی والمغفلین
- ولقط المنافع، فی الطب
- تنبیه النائم الغمر علی مواسم العمر
- لفتة الکبد الی نصیحة الولد
- أعمار الاعیان[۷]

### کتاب درباب جایز بودن لعن یزید
این جوزی کتابی به نام «الرد علی المتعصب العنید المانع من لعن یزید» نگاشته است که در واقع ردی بر کتاب ابن زهیر حنبلی است که در فضائل معاویه و یزید نگاشته است. وی در این کتاب بر این باور است که لعن کردن یزید از نظر امام احمد ابن حنبل جایز است و مانعی ندارد.